# Ladislav Rygl
Ladislav Rygl (16. července 1947 Polubný – 30. listopadu 2024) byl český sdruženář. V roce 1970 získal v severské kombinaci na mistrovství světa ve Vysokých Tatrách zlatou medaili a týž rok vyhrál anketu Sportovec roku. Na olympijských hrách v roce 1968 se umístil na 16. místě, v roce 1972 pak na 26. příčce. Jeho syn Ladislav Rygl mladší se také věnoval severské kombinaci.

## Život
Ladislav Rygl pocházel z Kořenova, vsi která leží v horách těsně vedle lyžařského střediska Harrachova. Otec byl sportovně založený a tak vedle sportování a pořádání lyžařských závodů pomohl poměr ke sportu, zvláště lyžařskému, přenést i na syna. Byl též jeho prvním a nejdůležitějším trenérem. Do školy chodil v Kořenově, pak v Harrachově, kde při mezinárodních lyžařských závodech dostávali nejlepší závodníci sportovní třídy volno ze školy, aby mohli sledovat nejlepší světové závodníky. I to nastartovalo velmi aktivní přístup, který se přestěhováním do Tanvaldu, kde absolvoval gymnázium, již nezměnil. Vystudoval FTVS Univerzity Karlovy v Praze, kde závodil za Slavii Praha VŠ až do ukončení závodní kariéry. Byl v té době jedním ze členů velmi úspěšné skupiny sdruženářů, kterou vybral a vedl trenér Bohuslav Rázl. Jejich prvním větším úspěchem bylo umístění Ladislava Rygla na ME juniorů v Murau 1967 – 2. místo.
Zúčastnil se 2× ZOH (1968 Grenoble a 1972 Sapporo) jako aktivní závodník, později jako trenér ještě jednou. Svoji jedinou účast na mistrovství světa proměnil v roce 1970 v domácím prostředí ve Vysokých Tatrách ve vítězství. Mimo to v roce 1970 se ještě umístil ve světovém žebříčku kombiňáků, který byl vlastně předchůdcem hodnocení světových pohárů, na 2. místě. I na dalších mezinárodních závodech sbíral dobrá umístění, za zmínku mj. stojí 3. místo na Holmenkollenu (výsledek zatím od českých závodníků nepřekonaný), Falun – 2. místo, Reit im Winkl – 3. místo, Lahti – 4. místo, Universiáda v Lake Placid – 3. místo
Oceněn byl titulem zasloužilý mistr sportu. Za sportovní výkony byl též vyhlášen nejlepším sportovcem ČSSR pro rok 1970. Po MS 1970 utrpěl úraz. Následná operace meziobratlové ploténky znamenala pauzu a omezení v tréninku, což mělo za následek ukončení závodní kariéry v roce 1972.
Pracoval pak jako trenér sportovních tříd v Tanvaldě. Byl spoluzakladatelem a trenérem Střediska vrcholového sportu ve Vrchlabí, odkud vyšlo mnoho vynikajících reprezentantů. Dlouhou dobu pracoval i jako trenér juniorského družstva sdruženářů ČSSR. Po rušení těchto zařízení (Středisek vrcholového sportu ČSTV), odešel pracovat do Švýcarska, kde působil celkem 5 let nejprve jako reprezentační trenér u B-družstva a potom u A-družstva sdruženářů. Později působil jako trenér i v zařízení pro sportovní přípravu u lyžařů reprezentantů v Dukle Liberec a dva roky působil i ve funkci reprezentačního trenéra severské kombinace ČR. Velmi se podílel na sportovním růstu svého syna Ladislava, závodníka úspěšného v severské kombinaci.